# TO-22
L'autoroute TO-22 est une autoroute urbaine qui permet d'accéder à Tolède depuis l'AP-41 en venant de Madrid. Elle prolonge l'AP-41 à Mocejon suit le tracé en parallèle de la TO-23.
D'une longueur de 11 km environ, elle relie l'AP-41 au nord-est de l'agglomération jusqu'au centre urbain de Tolède en se connectant à la rocade de la ville (TO-20).
Elle est composée de 3 échangeurs jusqu'à la TO-20.

## Tracé
- Elle débute au sud de Mocejon où elle prolonge l'AP-41 en direction de Tolède.
- Elle croise ensuite l'A-40 qui se termine provisoirement le temps de la construction des autres tronçons.
- Elle dessert la ville d'Azucaica jusqu'à se connecter à la Rocade Nord de Tolède.